# Irácká hvězda
Irácká hvězda či Hvězda Iráku (polsky: Gwiazda Iraku) je polská pamětní medaile udílená vojákům i civilistům z Polského vojenského kontingentu v Iráku. Založena byla roku 2007 a udílena do konce roku 2013 za službu v Iráku v letech 2002 až 2010.

## Historie
Vyznamenání bylo založeno zákonem č. 123 ze dne 14. června 2007. Tímto zákonem se měnil Zákon o řádech a vyznamenáních ze dne 16. října 1992 a byl jím také pozměněn status Vojenského záslužného kříže, Vojenského záslužného kříže s meči, Námořního záslužného kříže, Námořního záslužného kříže s meči, Leteckého záslužného kříže, Leteckého záslužného kříže s meči a Medaile za dlouholetou službu. Tento zákon vstoupil v platnost dne 10. října 2007. Současně s tím pozměnil prezident Polské republiky prezidentským nařízením ze dne 31. července 2007 nařízení ze dne 10. listopadu 1992 O popisu, materiálu, rozměrech, vzorech kresby a způsobu a okolnostech nošení řádových insignií a vyznamenání. Detaily týkající se názvu, vzhledu stuhy, materiálu a vzhledu medaile Hvězdy Iráku byly specifikovány v nařízení prezidenta republiky ze dne 31. července 2007 O názvu, stuze, kování a vzhledu Hvězdy Afghánistánu a Hvězdy Iráku, které vstoupilo v platnost dne 1. ledna 2008.
Podle výše uvedeného zákona jsou pamětní vojenská vyznamenání se slovem Gwiazda v názvu udílena za bezvadnou službu v polských vojenských kontingentech mimo vlast. V systému polských vyznamenání se nachází nejníže.

## Pravidla udílení
Iráckou hvězdu udílí úřadující prezident republiky z vlastního podnětu či na žádost ministra obrany nebo ministra vnitra. Prezident má také právo dříve udělenou hvězdu odebrat.
Vyznamenání je udíleno za účast na vojenských operacích během Operace Irácká svoboda v roce 2003, s podmínkou minimálně jednoho dne bezvadné služby odsloužené v rámci polského vojenského kontingentu v Iráku. Může být uděleno vojákům, policistům, důstojníkům Agentury pro vnitřní bezpečnost, příslušníkům Zahraniční zpravodajské služby, Úřadu státní ochrany, Ústředního protikorupčního úřadu, Státní hasičské stráže, Vojenské kontrarozvědky, Vojenské zpravodajské služby, Pohraniční stráže i civilistům, stejně jako občanům jiných států, kteří spolupracovali s polskými ozbrojenými silami.
Do roku 2010 bylo celkem uděleno 3803 těchto hvězd. Od 31. prosince 2013 je udílení těchto vyznamenání za službu v Iráku v období let 2002 až 2010 považováno za dokončené.

## Popis vyznamenání
Odznak o velikosti 44 mm je vyroben z patinovaného bronzu a má tvar čtyřcípé hvězdy. Ta je položena na čepelích dvou zkřížených mečů. Uprostřed hvězdy je monogram RP a pod ním nápis IRAK. Pod nápisem jsou stylizované listy vavřínu. Na zadní straně je dvouřádkový nápis PACI SERVIO. Ke stuze je medaile připojena pomocí jednoduchého kroužku.
Stuhou pískové barvy široké 35 mm probíhá středem pruh červené barvy široký 4 mm, který je po obou stranách lemován bílými proužky o šířce 2 mm. Oba okraje stuhy jsou lemovaný trojicemi pruhů v barvách irácké vlajky, tedy v barvě červené, bílé a černé. Všechny tyto proužky jsou široké 2 mm.

Účast na určité změně ve vojenském kontingentu je značena kovovou sponou širokou 5 mm z matného patinovaného bronzu s leštěnými okraji. Číslice uprostřed značí další změnu kontingentu. Pokud se vyznamenávaná osoba účastnila i operace Irácká svoboda, je na stužce spona s nápisem IRACKA WOLNOŚĆ.

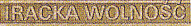
Spona za operaci Irácká svoboda